# I-181 (sous-marin)
Pour les articles homonymes, voir I-81.
L'I-181  (イ-181) est un sous-marin de classe Kaidai (海大型潜水艦, Kaidai-gata sensuikan) de la sous-classe Kaidai VII (海大7型（伊七十六型/伊百七十六型, Kaidai-nana-gata, classe I-76/I-176) en service dans la marine impériale japonaise durant la Seconde Guerre mondiale.

## Contexte
Après la Première Guerre mondiale, la marine impériale japonaise a réévalué l'utilisation de la guerre sous-marine comme élément de stratégie de flotte en raison du déploiement réussi de croiseurs-sous-marins à long rayon d'action pour les raids commerciaux des principales marines de combat. Les stratèges japonais en sont venus à réaliser les possibilités d'utilisation de l'arme pour la reconnaissance à longue portée, et dans une guerre d'usure contre une flotte ennemie qui s'approchait du Japon. Deux grands sous-marins japonais à longue portée avaient déjà été construits dans le cadre du programme de la flotte des Huit-six en tant que prototypes (I-51 et I-52), mais l'arrivée le 20 juin 1919 de sept U-boote allemands reçus par le Japon en réparation de guerre à la fin de la Première Guerre mondiale a conduit à une refonte complète. Les Japonais ont rapidement embauché des centaines d'ingénieurs et de techniciens de sous-marins allemands et d'anciens officiers de sous-marins allemands au chômage à la suite de la défaite de l'Allemagne pendant la Première Guerre mondiale, et les ont fait venir au Japon dans le cadre de contrats de cinq ans. L'ONI (Office of Naval Intelligence) américain a estimé que quelque 800 conseillers allemands s'étaient rendus au Japon à la fin de 1920. Les Japonais ont également envoyé des délégations en Allemagne, et 
ont participé activement à l'achat de nombreux brevets.

## Description
Les sous-marins de la sous-classe KD7 étaient des sous-marins d'attaque à moyenne portée développés à partir de la sous-classe KD6 précédente. La dernière version de la classe Kaidai a été élaborée en 1939. La construction s'étalant entre 1942 et 1943, la décision avait été prise à la suite du quatrième plan de réarmement japonais. Les tubes lance-torpilles arrières ont été supprimés pour en placer six à l'avant. L'endurance de ces navires a été portée à 75 jours.
Ils ont un déplacement de 1 656 t en surface et 2 644 t en immersion. Les sous-marins mesuraient 105 mètres de long, avaient une largeur de 8,25 mètres et un tirant d'eau de 4,58 mètres. Les sous-marins permettaient une profondeur de plongée de 80 m et avaient un effectif de 86 officiers et membres d'équipage.
Kampon a été retenu comme fabricant des moteurs diesel Mk.1B Model 8, dont les performances étaient supérieures de 30% à celles des moteurs des premières sous-classes. Pour la navigation de surface, les sous-marins étaient propulsés par deux moteurs diesel de 4 000 cv (2 950 kW), chacun entraînant un arbre d'hélice. En immersion, chaque hélice était entraînée par un moteur électrique de 900 chevaux-vapeur (671 kW). Ils pouvaient atteindre 23,1 nœuds (42,8 km/h) en surface et 8 nœuds (14,8 km/h) sous l'eau. En surface, les KD7 avaient une autonomie de 8 000 milles nautiques (15 000 km) à 16 noeuds (30 km/h); en immersion, ils avaient une autonomie de 50 milles nautiques (193 km) à 5 noeuds (9,3 km/h).
Les sous-marins étaient armés de 6 tubes lance-torpilles internes de 53,3 cm, tous à l'avant. Ils transportaient une recharge pour chaque tube, soit un total de 12 torpilles Type 95. Ils étaient également armés d'un canon de pont de 120 mm (L/40) Type 11e année pour le combat en surface et de 2 canons anti-aérien de 25 mm Type 96.

## Construction
Construit par l'Arsenal naval de Kure au Japon, le I-181 a été mis sur cale le 11 novembre 1941 sous le nom de sous-marin n°159, puis I-81. Il a été lancé le 2 mai 1942 et renommé I-181 le 20 mai 1942. Il a été achevé et mis en service le 24 mai 1943.

## Historique
Mis en service le 24 mai 1943, le I-181 est rattaché au district naval de Sasebo et affecté au 22e division de sous-marins du 11e escadron de sous-marins de la 6e Flotte. Le capitaine de corvette (海軍少佐 (Kaigun-shōsa)) Ohashi Katsuo est le 1er commandant du sous-marin.
Le 20 août 1943, il est réaffecté  à la 22e division de sous-marins du 3e escadron de sous-marins.
Le 7 septembre 1943, il part de Truk pour sa première patrouille de guerre au large d'Espiritu Santo, dans les îles Salomon. Le 15 septembre 1943, le 3e escadron de sous-marins est dissous et le I-181 est réaffecté directement à la 6e Flotte. Le 30 septembre 1943, le I-181 patrouille au large du cap Espérance. Aucun navire ennemi n'est repéré. Le I-181 est ensuite redirigé vers le détroit de Torres qu'il atteint le 2 octobre 1943. Le 14 octobre 1943, le I-181 attaque un convoi à deux reprises mais ne réussit pas à obtenir de résultats. Il retourne à Truk le 20 octobre.
Il quitte Truk le 11 novembre 1943 pour la région de Bougainville dans le cadre de sa deuxième patrouille de guerre. Le 12 novembre 1943, il est réaffecté à la 8e Flotte de la Flotte de la zone sud-est basée à Rabaul du vice-amiral, le baron, Samejima Tomoshige.

Du 24 au 25 novembre 1943 pendant la bataille du cap Saint-George, à 43 milles nautiques (80 km) à l'est du cap Saint-George, en Nouvelle-Bretagne, les destroyers Amagiri, Yūgiri, Ōnami, Makinami et Uzuki sont en route vers Buka, au large de Bougainville, pour le transport de troupes. Ils sont interceptés par le 23e escadron de destroyers du capitaine Arleigh A. Burke. Le Yūgiri est coulé par les tirs des USS Charles Ausburne, USS Claxton et USS Dyson à la position géographique de 4° 44′ S, 154° 00′ E. Les trois mêmes destroyers américains, rejoints par le USS Spence et le USS Converse, coulent le Makinami avec des torpilles et des tirs et endommagent le Uzuki. Les Américains ne subissent aucun dommage. Le 26 novembre 1943, le I-177 sauve 278 survivants du Yūgiri et le I-181 en sauve 11 autres. Le 29 novembre 1943, le I-181 arrive à Rabaul.
Le 7 décembre 1943 à 9h30, il part de Rabaul pour Sio, en Nouvelle-Guinée, avec 44 tonnes de marchandises, dont quatre chargements de livres de codes, un chargement de lampes d'éclairage, deux de munitions de type H et un de munitions de type U. Le 9 décembre 1943, après son arrivée à Sio, le I-181 est attaqué par des bombardiers qui larguent un total de 15 grenades sous-marines. Le I-181 plonge en catastrophe et ne subit pas de dommage, il débarque ensuite sa cargaison et fait route sur Rabaul où il arrive le 11 décembre 1943 à 8h00.
Le 16 décembre 1943, le I-181 arrive à Buka pour son premier ravitaillement, il décharge sa cargaison, puis repart pour Rabaul. Le 20 décembre 1943, le capitaine de corvette Taoka Kiyoshi est nommé commandant du  I-181. Le 21 décembre 1943, il quitte Rabaul pour sa deuxième traversée de ravitaillement vers Buka qu'il atteint le 22 décembre 1943 mais ne peut pas livrer sa cargaison.
Le 1er janvier 1944, le I-181 est redirigé vers la zone nord de Choiseul pour intercepter une task force ennemie. Le 2 janvier 1944 au cours de l'Opération américaine "Michaelmas" - l'invasion de Saïdor, en Nouvelle Guinée - la Task Force 76 du contre-amiral Daniel E. Barbey débarque la 126e équipe de combat régimentaire de la 32e division de la sixième armée à Saidor et contourne la garnison japonaise à Sio, à 65 milles nautiques (120 km) à l'est. Le 3 janvier 1944, le I-181 revient à Rabaul après un convoyage de ravitaillement vers la Nouvelle-Guinée. Alors au dessus du canal de Saint-Georges, le Major Gregory "Pappy" Boyington, le commandant "as" de 28 victoires de la célèbre escadrille de Marines "Blacksheep" (VMF-214), est abattu lors d'un combat tournoyant de chasseurs au-dessus de Rabaul. Boyington abandonne son Chance Vought F4U-1A Corsair à environ 8 km de la côte. Il est blessé dans l'accident. Huit heures plus tard, le I-181 fait surface près de Boyington. Le capitaine de corvette Taoka Kiyoshi prend Boyington à bord comme prisonnier de guerre. Deux heures plus tard, le I-181 arrive à Rabaul.
Le 6 janvier 1944, il part de Rabaul pour sa troisième traversée de ravitaillement vers Buka, où il arrive le 7 janvier 1944 et décharge sa cargaison. Le lendemain, le 8 janvier 1944il est de retour à Rabaul.
Le 13 janvier 1944, il quitte Rabaul pour un ravitaillement de Gali, en Nouvelle-Guinée, en compagnie du sous-marin Ro-104, transportant le commandant de la 22edivision de sous-marins, le Capitaine Maejima Toshihide et son état-major. L'arrivée du I-181 à Gali est prévue pour le 16 janvier, mais il reste introuvable par la suite. Le 16 janvier 1944, dans le détroit de Vitiaz, ce soir-là, le I-181 est intercepté et s'échoue dans le port de Kelanoa, en Nouvelle-Guinée, puis fait naufrage après une bataille avec un destroyer américain non identifié et un PT boat. La garnison japonaise de Gali est témoin de sa disparition. Selon certaines sources, le I-181 a été coulé dans le canal de Saint-George le même jour par un avion de l'US Navy.
Le 1er mars 1944, il est officiellement présumé perdu au sud-ouest de la Nouvelle-Guinée avec ses 89 officiers et membres d'équipage.
Il a été rayé de la liste des navires de guerre le 30 avril 1944.